# Trångforsen och Heden
Trångforsen och Heden – miejscowość (tätort) w Szwecji, w regionie administracyjnym (län) Norrbotten, w gminie Boden.
Według danych Szwedzkiego Urzędu Statystycznego liczba ludności wyniosła: 1860 (31 grudnia 2015), 1865 (31 grudnia 2018) i 1831 (31 grudnia 2019).